# Nicolaus von Autrecourt
Nicolaus von Autrecourt (* um 1300 in Autrecourt nahe Verdun; † 16. oder 17. Juli 1369 in Metz), auch Nicholas d’Autrécourt, Nicolaus de Autricuria und Nicolaus de Ultricuria, war ein französischer Philosoph und Theologe. Heute ist er vor allem auf Grund seiner Kritik des Substanzbegriffs und der traditionellen Kausalitätslehre bekannt, daher wird er auch oft als „Hume des Mittelalters“ bezeichnet.

## Leben
Das genaue Geburtsjahr des Nicolaus ist unbekannt, es dürfte zwischen 1295 und 1298 liegen. Zwischen 1320 und 1327 studierte er an der Sorbonne in Paris und schloss mit den Titeln eines Magisters der Freien Künste (artes) sowie eines Bakkalaureus und Lizentiaten der Theologie ab. Er erwarb zudem den Titel eines Bakkalaureus in Jura, vermutlich – da an der Sorbonne damals kein Jura gelehrt wurde – in Orléans, Avignon oder Montpellier. Die Domschule von Metz gewährte Nicolaus am 4. März 1338 eine Pfründe, was ihm eine eigene Lehrtätigkeit erlaubte. Bekannt, aber nicht erhalten, sind Vorlesungen über die Sentenzen des Petrus Lombardus sowie zur Politik des Aristoteles.
In diesen Vorlesungen, in Disputationen sowie in Briefen an einen (sonst unbekannten) Bernhard von Arezzo und in einer Schrift Exigit ordo executionis vertrat Nicolaus unkonventionelle Ansichten und kritisierte die damals vorherrschende aristotelisch-scholastische Lehre scharf. Dadurch wurde die Kurie auf ihn aufmerksam. Ein Schreiben Benedikts XII. vom 21. November 1340 befahl Nicolaus und mehreren anderen Pariser Theologen, sich binnen Monatsfrist am päpstlichen Hof in Avignon einzufinden, damit dort ihre Lehren untersucht werden könnten. Obwohl Benedikt XII. am 25. April 1342 starb, wurde das Verfahren von seinem Nachfolger, Clemens VI., fortgeführt. Eine Untersuchungskommission aus Magistern und Theologen unter Leitung von Kardinal Wilhelm Curti prüfte zahlreiche Nicolaus zugeschriebene Thesen (sog. „Artikel“) und erstellte ein Gutachten; Nicolaus wurde dann vor dem Papst verhört und die Anklagepunkte wurden dabei erneut geprüft. Nicolaus verteidigte seine Thesen selbst in Gegenwart des Papstes, vertrat sie dabei aber nicht ernsthaft, sondern stellte sie als bloß dialektische Thesen dar, die er nur zur Übung in der akademischen Diskussion (causa collationis) und nicht als seine eigene Meinung vertreten habe. Er bat den Papst „durch einen Akt der vollkommenen Unterwerfung“ um Gnade, was den Ernst des Prozesses zeigt, der die gesamte akademische und bürgerliche Existenz des Angeklagten bedrohte. Dennoch wurden im Frühjahr 1346 insgesamt 63 von Nicolaus stammende oder ihm zugeschriebene Artikel verurteilt. Er musste seine Lehren öffentlich widerrufen und sollte seine Schriften am 25. November 1347 in Paris öffentlich verbrennen. Seine akademischen Grade wurden ihm aberkannt, jede weitere Lehrtätigkeit wurde ihm untersagt; da das Urteil auch alle Unterstützer des Nicolaus betraf, wurde er mit der Verurteilung gewissermaßen gesellschaftlich geächtet.
Oft wird vermutet, dass Nicolaus vor dieser Verurteilung wie Wilhelm von Ockham nach München zu Ludwig dem Bayern bzw. an dessen Hof flüchtete; dies ist allerdings nicht nachweisbar. Belegt ist nur noch, dass Nicolaus am 6. August 1350 in Metz zum Dekan des Domkapitels ernannt wurde. Während früher angenommen wurde, dass Nicolaus kurze Zeit danach starb, wird sein Tod heute auf den 16./17. Juli 1369 datiert.

## Schriften und Lehre
Von den Schriften des Nicolaus sind nur der Traktat Exigit ordo executionis, eine theologische Quaestio Utrum visio creature rationalis beatificabilis per Verbum possit intendi naturaliter, zwei der ursprünglich neun Briefe an Bernhard von Arezzo, ein Brief an einen unbekannten Egidius sowie die verurteilten 63 Thesen erhalten; es ist allerdings fragwürdig, ob diese Nicolaus zugeschriebenen Thesen tatsächlich alle auf ihn zurückgehen.
In der Diskussion um das Universalienproblem vertrat Nicolaus in Nachfolge Wilhelm von Ockhams eine extrem nominalistische Position. In der Auseinandersetzung mit der aristotelischen Philosophie kritisierte er die Akzeptanz der aristotelischen Metaphysik durch die scholastische Philosophie des 14. Jahrhunderts. Nach Nicolaus kann man nicht von gegebenen, wahrgenommenen Eigenschaften auf die zugrundeliegenden Substanzen und (göttlichen) Ursachen schließen.
In Nicolaus’ Philosophie spielt die Wahrscheinlichkeit eine zentrale Rolle, so sei eine atomistische Auffassung von Raum und Zeit wahrscheinlicher als die aristotelische These von Raum und Zeit als unendlich teilbaren Kontinua.

## Textausgaben und Übersetzungen
- Josef Lappe: „Nicolaus von Autrecourt. Sein Leben, seine Philosophie, seine Schriften“, in: Beiträge zur Geschichte des Mittelalters 6 (1908), Heft 2, S. 1–48. – Lateinischer Text der erhaltenen Briefe und der verurteilten Artikel.
- J. R. O’Donnell: „Nicholas of Autrecourt“, in: Mediaeval Studies 1 (1939), S. 179–280. – Lateinischer Text des Traktats Exigit ordo executionis und der Quaestio Utrum visio creature rationalis …
- Nicholas of Autrecourt: The Universal Treatise. Translated by Leonard A. Kennedy, Richard E. Arnold, and Arthur E. Millward, with an Introduction by Leonard A. Kennedy. Marquette University Press, Milwaukee 1971. – Englische Übersetzung des Traktats Exigit ordo executionis.
- Nicolaus von Autrecourt: Briefe. Neu herausgegeben von Ruedi Imbach und Dominik Perler, übersetzt und eingeleitet von Dominik Perler. Meiner-Verlag, Hamburg 1988 (Philosophische Bibliothek Band 413). ISBN 3-7873-0752-4. – Lateinisch/deutsch, enthält auch den Text der verurteilten Thesen, mit ausführlicher Einleitung und umfassender Bibliografie.
- Nicholas of Autrecourt: His Correspondence with Master Giles and Bernard of Arezzo. A critical edition from the two Parisian manuscripts with an introduction, English translation, explanatory notes and indexes, by Lambert Marie de Rijk. Brill, Leiden 1994. ISBN 90-04-09988-3. – Neue textkritische Ausgabe und englische Übersetzung der Briefe.